# Green Hell
Green Hell és una pel·lícula d'aventures estatunidenca de 1940 dirigida per James Whale, protagonitzada per Douglas Fairbanks Jr. i Joan Bennett.
Green Hell va rebre una producció fastuosa per Universal Pictures, que va construir una enorme jungla interior ambientada en un escenari sonor. Es va construir un temple Inca de 125 peus d'alçada, 225 peus d'amplada i 45.000 peus quadrats d'àrea. Després d'haver gastat molts diners en una pel·lícula que va resultar ser un desastre crític i financer, Universal va tornar a utilitzar el plató, reciclant-lo en un temple egipci per a The Mummy's Hand (1940).
Whale va fer només una pel·lícula completa després d'això, el melodrama romàntic de la Segona Guerra Mundial de 1941 They Dare Not Love, protagonitzada per George Brent com un príncep austríac exiliat lluitant contra els nazis.

## Argument
Un grup d'aventurers s'endinsa a la selva sud-americana a la recerca d'un antic tresor inca. Una bella dona, portada al seu campament per portadors de lloguer, ha vingut a unir-se al seu marit, un nou membre del grup, que recentment va ser assassinat per nadius hostils. A mesura que passen els mesos, les gelosies i els temperaments esclaten mentre esclaten les baralles per la dona. Finalment es troba el tresor inca, però els cercadors de tresors, ara units per un enemic comú, estan a punt de ser atacats per hordes de ferotges nadius armats amb arcs i fletxes enverinades.

## Repartiment
- Douglas Fairbanks Jr com a Keith Brandon
- Joan Bennett com Stephanie Richardson
- John Howard com a Hal Scott
- George Sanders com a Forrester
- Alan Hale com el Doctor Loren
- George Bancroft 'Tex' Morgan
- Vincent Price com a David Richardson
- Gene Garrick com a Graham
- Francis McDonald com a Gracco
- Ray Mala com a Mala (com a Ray Mala)
- Peter Bronte com a Santos
- Lupita Tovar com a noia nativa

## Producció
La pel·lícula es va basar en una història i un guió originals de Frances Marion. El productor Harry Edington va tenir un acord a Universal i el va anunciar per a la producció l'abril de 1939. va acceptar dirigir i Douglas Fairbanks i Joan Bennett van ser els protagonistes. En un moment, la pel·lícula es va anomenar South of the Amazon.
Price va dir que Whale era "un home meravellós", però "malgrat la gran serietat d'intencions de la pel·lícula, probablement va ser una de les pel·lícules més divertides mai rodades a tot el món. Al voltant de cinc de les pitjors imatges que s'han fet mai estaven en aquesta imatge. tothom adorava fer-lo perquè ens vam adonar que no hi havia ni una paraula real. Els decorats eren increïblement opulents, molt cars, però tenia la història més absurda."

## Recepció crítica
The New York Times va escriure, "tothom manté el llavi superior rígid, excepte la senyoreta Bennett, que s'enfonsa el seu, i el membre més jove de l'expedició, que es torna histèric i crida:" Oh, la monotonia de això!' Monotonia, quina paraula per a la millor pitjor pel·lícula de l'any!"; mentre que The Radio Times va escriure, "un famós melodrama de la jungla ridícul... Tot i que s'ha posat en escena amb capacitat a l'estudi escenografies de James Whale i un repartiment prou bo... es fa insuportable pels diàlegs i les situacions ideades per l'antiga guanyadora de l'Oscar Frances Marion. Com va dir una vegada Vincent Price: "Al voltant de cinc de les pitjors pel·lícules que s'han fet mai estan en aquesta única pel·lícula.'"
Leonard Maltin la va titllar "ximple però entretinguda."
Douglas Fairbanks Jr va dir que la pel·lícula era "un infern. Tots els tòpics de la jungla van ser trepitjats. Joanie Bennett diu que segueix sent la seva pitjor pel·lícula. Recordo que George Sanders deia que s'agafava el nas cada vegada que havia de dir una frase... [el director James Whale] l'acabava de perdre. No li importava gens."

## Conservació
Una impressió i el seu tràiler es conserven a la col·lecció de la Biblioteca del Congrés dels Estats Units, Packard Campus for Audio-Visual Conservation.